# ديفيد بلاك (مؤرخ)
ديفيد بلاك (بالإنجليزية: David Black)‏ هو مؤرخ أسترالي، ولد في 1936.